# Massacre de La Storta
Le massacre de La Storta (en italien  : Eccidio della Storta) est un massacre commis le 4 juin 1944 par des hommes de l'armée nazie en fuite de Rome.

## Déroulement
Il s'agit de l'exécution de douze Italiens dont le syndicaliste Bruno Buozzi et l'officier de marine et résistant Alfeo Brandimarte, un juif polonais et un agent secret des armées britanniques Gabor Adler, dont le sort avait été longtemps méconnu,. 
Le massacre tient son nom de la localité, de la zone de Rome de La Storta, la plus proche des faits qui se sont déroulés dans un sous-bois au kilomètre 14,200 de la via Cassia.

## Victimes
- Gabor Adler, volontaire hongrois, alias capitaine anglais John Armstrong, alias Gabriele Bianchi :

enterré au Cimetière communal monumental de Campo Verano à côté de la tombe de Bruno Buozzi.
- Eugenio Arrighi, lieutenant (Fronte militare clandestino)
- Alfeo Brandimarte, major de la marine (Fronte militare clandestino) - Médaille d'or à la valeur militaire
- Bruno Buozzi, syndicaliste, député du PSI, enterré au cimetière communal monumental de Campo Verano à côté de la tombe du capitaine Armstrong.
- Luigi Castellani, instituteur
- Vincenzo Conversi, avocat (Brigades Matteotti)
- Libero De Angelis, mécanicien (Brigades Matteotti)
- Edmondo Di Pillo, ingénieur (Brigades Matteotti) - Médaille d'or à la valeur militaire
- Pietro Dodi, général de réserve de cavalerie  (Fronte militare clandestino) - Médaille d'or à la valeur militaire
- Saverio Tunetti, lieutenant (Fronte militare clandestino)
- Lino Eramo, avocat
- Borian Frejdrik, ingénieur polonais (Brigades Matteotti)
- Alberto Pennacchi, typographe (Brigades Matteotti)
- Enrico Sorrentino, capitaine (Fronte militare clandestino)